# Kučerovci
Kučerovci, původním názvem Philippines Hawaiians, později Skupina Václava Kučery respektive Vokálně instrumentální skupina Václava Kučery, byla česká folková a folklórní hudební skupina, která se od počátku své existence zaměřovala zejména na přednes exotických písní z iberoamerické oblasti Latinské Ameriky (Střední a Jižní Ameriky), dále z oblastí Tichomoří resp. z Polynésie, Havaje, Tahiti a Indonésie.

## Původní skupina
Skupina byla založena v roce 1946 z podnětu manželů Václava a Marty Kučerových v Praze. V 50. a 60. letech byla skupina dlouhodobě velice populární.
Zpočátku vystupovala především po různých estrádách, hrála v cirkusech Praga, Volf a Ctirad. Posléze začala nahrávat na gramofonové desky a vystupovat v Československém rozhlase, později i v Československé televizi. Skupina také spolupracovala s cestovatelskou dvojicí Jiří Hanzelka a Miroslav Zikmund.

## NovíKučerovci
Za více než 60 let dlouhou historii skupinou prošlo bezmála stovka různých zpěváků a hudebníků. Po smrtí zakladatele skupiny Václava Kučery v roce 1983 se stal kapelníkem Jan Hromas. 
Po Sametové revoluci se skupina rozpadla a prošla existenční krizí, nicméně kapelníkovi J. Hromasovi se podařilo skupinu obnovit v jiném složení. Skupina ukončila činnost v roce 2016

## Největší hity
- Cucurrucucú
- La Paloma
- Tú Solo Tú
- Rege Rege
- Ave María
- Mexico, Mexico
- Ayo Mama

## Poslední složení skupiny v roce 2012
- Jan Hromas (kapelník), zpěv, kytara, havajská kytara
- Jan Pospíšil, zpěv, housle, kytara
- Šárka Hrdličková, zpěv
- Petr Kozel, kontrabas
- Richard Bardon, bicí (bonga a conga)
- Milica Teysllerová, paraguayská harfa a kytara